# Ivan Sergei
Ivan Sergei, egentligen Ivan Sergei Gaudio, född 7 maj 1972 i Baltimore, Maryland, är en amerikansk skådespelare. Han spelar rollen som Henry Mitchell i säsong 8 av TV-serien Förhäxad.

## Filmografi
- 2004 – Hawaii (TV-serie)